# Wrestle-1 Championship
El Wrestle-1 Championship (Campeonato de Wrestle-1, en español) fue un campeonato mundial de lucha libre profesional creado y utilizado por la compañía japonesa WRESTLE-1 (W-1). El cetro fue presentado el 8 de octubre de 2014, siendo Masayuki Kono, el primer campeón.
El título tampoco incluye la palabra "Peso pesado" o cualquier otra categoría de peso, lo que indica un estado de peso abierto de facto.

## Historia
El 21 de julio de 2014, un año completo después del inicio de la empresa, Wrestle-1 anunció la creación de su primer título propio, el Campeonato de Wrestle-1. Los eventos anteriores de Wrestle-1 habían presentado luchas para campeonatos propiedad de otras promociones como All Star Wrestling (ASW), European Wrestling Promotion (EWP), Pro Wrestling ZERO1 y Total Nonstop Action Wrestling (TNA). Se anunció que el campeón inaugural se determinaría en un torneo de eliminación única de dieciséis hombres que tendrá lugar entre el 21 de septiembre y el 8 de octubre. El fundador de Wrestle-1, Keiji Mutoh, anunció rápidamente que no participaría en el torneo.
Los corchetes del torneo se revelaron el 8 de agosto, con la excepción de dos participantes, que se determinarían en las luchas de clasificación el 31 de agosto. En los partidos de clasificación, Jiro Kuroshio derrotó a Andy Wu y Daiki Inaba derrotó a Koji Doi. El torneo solo contó con luchadores firmados oficialmente con Wrestle-1 y ninguno de los freelancers o luchadores externos que trabajan regularmente para la empresa.

### Torneo por el título
|  | Primera ronda           | Primera ronda           | Primera ronda           |               |                  | Segunda ronda      | Segunda ronda      | Segunda ronda      |  |                  | Semifinales      | Semifinales    | Semifinales    |  |     | Finales        | Finales        | Finales        |  |
|  | (21 y 22 de septiembre) | (21 y 22 de septiembre) | (21 y 22 de septiembre) |               |                  | (23 de septiembre) | (23 de septiembre) | (23 de septiembre) |  |                  | (8 de octubre)   | (8 de octubre) | (8 de octubre) |  |     | (8 de octubre) | (8 de octubre) | (8 de octubre) |  |
|  |                         |                         |                         |               |                  |                    |                    |                    |  |                  |                  |                |                |  |     |                |                |                |  |
|  |                         |                         |                         |               |                  |                    |                    |                    |  |                  |                  |                |                |  |     |                |                |                |  |
|  | 1                       | Kai                     | Pin                     |               |                  |                    |                    |                    |  |                  |                  |                |                |  |     |                |                |                |  |
|  | 1                       | Kai                     | Pin                     |               |                  |                    |                    |                    |  |                  |                  |                |                |  |     |                |                |                |  |
|  | 16                      | Manabu Soya             | 23:40                   |               |                  |                    |                    |                    |  |                  |                  |                |                |  |     |                |                |                |  |
|  | 16                      | Manabu Soya             | 23:40                   |               | Kai              | Kai                | Pin                |                    |  |                  |                  |                |                |  |     |                |                |                |  |
|  |                         |                         |                         |               | Kai              | Kai                | Pin                |                    |  |                  |                  |                |                |  |     |                |                |                |  |
|  |                         |                         | Minoru Tanaka           | Minoru Tanaka | 18:18            |                    |                    |                    |  |                  |                  |                |                |  |     |                |                |                |  |
|  | 9                       | Minoru Tanaka           | Minoru Tanaka           | Minoru Tanaka | 18:18            | Pin                |                    |                    |  |                  |                  |                |                |  |     |                |                |                |  |
|  | 9                       | Minoru Tanaka           |                         |               |                  |                    |                    |                    |  |                  |                  |                |                |  |     |                |                |                |  |
|  | 8                       | Daiki Inaba             | 12:31                   |               |                  |                    |                    |                    |  |                  |                  |                |                |  |     |                |                |                |  |
|  | 8                       | Daiki Inaba             | 12:31                   |               |                  |                    |                    |                    |  | Kai              | Kai              | Pin            |                |  |     |                |                |                |  |
|  |                         |                         |                         |               |                  |                    |                    |                    |  | Kai              | Kai              | Pin            |                |  |     |                |                |                |  |
|  |                         |                         | Shuji Kondo             | Shuji Kondo   | 12:50            |                    |                    |                    |  |                  |                  |                |                |  |     |                |                |                |  |
|  | 5                       | Hiroshi Yamato          | Shuji Kondo             | Shuji Kondo   | 12:50            | Pin                |                    |                    |  |                  |                  |                |                |  |     |                |                |                |  |
|  | 5                       | Hiroshi Yamato          |                         |               |                  |                    |                    |                    |  |                  |                  |                |                |  |     |                |                |                |  |
|  | 12                      | Seiki Yoshioka          | 18:48                   |               |                  |                    |                    |                    |  |                  |                  |                |                |  |     |                |                |                |  |
|  | 12                      | Seiki Yoshioka          | 18:48                   |               | Hiroshi Yamato   | Hiroshi Yamato     | Pin                |                    |  |                  |                  |                |                |  |     |                |                |                |  |
|  |                         |                         |                         |               | Hiroshi Yamato   | Hiroshi Yamato     | Pin                |                    |  |                  |                  |                |                |  |     |                |                |                |  |
|  |                         |                         | Shuji Kondo             | Shuji Kondo   | 15:11            |                    |                    |                    |  |                  |                  |                |                |  |     |                |                |                |  |
|  | 13                      | Shuji Kondo             | Shuji Kondo             | Shuji Kondo   | 15:11            | Pin                |                    |                    |  |                  |                  |                |                |  |     |                |                |                |  |
|  | 13                      | Shuji Kondo             |                         |               |                  |                    |                    |                    |  |                  |                  |                |                |  |     |                |                |                |  |
|  | 4                       | Kaz Hayashi             | 16:35                   |               |                  |                    |                    |                    |  |                  |                  |                |                |  |     |                |                |                |  |
|  | 4                       | Kaz Hayashi             | 16:35                   |               |                  |                    |                    |                    |  |                  |                  |                |                |  | Kai | Kai            | Pin            |                |  |
|  |                         |                         |                         |               |                  |                    |                    |                    |  |                  |                  |                |                |  | Kai | Kai            | Pin            |                |  |
|  |                         |                         | Masayuki Kono           | Masayuki Kono | 17:57            |                    |                    |                    |  |                  |                  |                |                |  |     |                |                |                |  |
|  | 3                       | Masakatsu Funaki        | Masayuki Kono           | Masayuki Kono | 17:57            | Sub                |                    |                    |  |                  |                  |                |                |  |     |                |                |                |  |
|  | 3                       | Masakatsu Funaki        |                         |               |                  |                    |                    |                    |  |                  |                  |                |                |  |     |                |                |                |  |
|  | 14                      | Tajiri                  | 03:50                   |               |                  |                    |                    |                    |  |                  |                  |                |                |  |     |                |                |                |  |
|  | 14                      | Tajiri                  | 03:50                   |               | Masakatsu Funaki | Masakatsu Funaki   | Pin                |                    |  |                  |                  |                |                |  |     |                |                |                |  |
|  |                         |                         |                         |               | Masakatsu Funaki | Masakatsu Funaki   | Pin                |                    |  |                  |                  |                |                |  |     |                |                |                |  |
|  |                         |                         | Akira                   | Akira         | 14:13            |                    |                    |                    |  |                  |                  |                |                |  |     |                |                |                |  |
|  | 11                      | Ryota Hama              | Akira                   | Akira         | 14:13            | Pin                |                    |                    |  |                  |                  |                |                |  |     |                |                |                |  |
|  | 11                      | Ryota Hama              |                         |               |                  |                    |                    |                    |  |                  |                  |                |                |  |     |                |                |                |  |
|  | 6                       | Akira                   | 07:34                   |               |                  |                    |                    |                    |  |                  |                  |                |                |  |     |                |                |                |  |
|  | 6                       | Akira                   | 07:34                   |               |                  |                    |                    |                    |  | Masakatsu Funaki | Masakatsu Funaki | Pin            |                |  |     |                |                |                |  |
|  |                         |                         |                         |               |                  |                    |                    |                    |  | Masakatsu Funaki | Masakatsu Funaki | Pin            |                |  |     |                |                |                |  |
|  |                         |                         | Masayuki Kono           | Masayuki Kono | 07:10            |                    |                    |                    |  |                  |                  |                |                |  |     |                |                |                |  |
|  | 7                       | Masayuki Kono           | Masayuki Kono           | Masayuki Kono | 07:10            | Pin                |                    |                    |  |                  |                  |                |                |  |     |                |                |                |  |
|  | 7                       | Masayuki Kono           |                         |               |                  |                    |                    |                    |  |                  |                  |                |                |  |     |                |                |                |  |
|  | 10                      | Jiro Kuroshio           | 04:56                   |               |                  |                    |                    |                    |  |                  |                  |                |                |  |     |                |                |                |  |
|  | 10                      | Jiro Kuroshio           | 04:56                   |               | Masayuki Kono    | Masayuki Kono      | Sub                |                    |  |                  |                  |                |                |  |     |                |                |                |  |
|  |                         |                         |                         |               | Masayuki Kono    | Masayuki Kono      | Sub                |                    |  |                  |                  |                |                |  |     |                |                |                |  |
|  |                         |                         | Yusuke Kodama           | Yusuke Kodama | 09:07            |                    |                    |                    |  |                  |                  |                |                |  |     |                |                |                |  |
|  | 15                      | Yasufumi Nakanoue       | Yusuke Kodama           | Yusuke Kodama | 09:07            | Pin                |                    |                    |  |                  |                  |                |                |  |     |                |                |                |  |
|  | 15                      | Yasufumi Nakanoue       |                         |               |                  |                    |                    |                    |  |                  |                  |                |                |  |     |                |                |                |  |
|  | 2                       | Yusuke Kodama           | 12:32                   |               |                  |                    |                    |                    |  |                  |                  |                |                |  |     |                |                |                |  |
|  | 2                       | Yusuke Kodama           | 12:32                   |               |                  |                    |                    |                    |  |                  |                  |                |                |  |     |                |                |                |  |
|  |                         |                         |                         |               |                  |                    |                    |                    |  |                  |                  |                |                |  |     |                |                |                |  |

## Campeones

### Lista de campeones
|    | Luchador           | N.º | Fecha                    | Días | Show o evento                       | Notas y referencias                                         |
| -- | ------------------ | --- | ------------------------ | ---- | ----------------------------------- | ----------------------------------------------------------- |
| 1  | Masayuki Kono      | 1   | 8 de octubre de 2014     | 24   | Shodai Ōja Kettei Tournament        | Derrotó a Kai en la final de un torneo.                     |
| 2  | Keiji Mutoh        | 1   | 1 de noviembre de 2014   | 127  | W-1 Hold Out                        | [ 10 ]                                                      |
| 3  | Kai                | 1   | 8 de marzo de 2015       | 24   | W-1 Trans Magic                     | [ 11 ]                                                      |
| 4  | Hideki Suzuki      | 1   | 1 de abril de 2015       | 102  | W-1 Cherry Blossom                  | [ 12 ]                                                      |
| 5  | Kai                | 2   | 12 de julio de 2015      | 71   | W-1 Symbol                          | [ 13 ]                                                      |
| 6  | Manabu Soya        | 1   | 21 de septiembre de 2015 | 111  | W-1 2nd Anniversary                 | [ 14 ]                                                      |
| 7  | Yuji Hino          | 1   | 10 de enero de 2016      | 115  | W-1 Sunrise                         | [ 15 ]                                                      |
| 8  | Kai                | 3   | 4 de mayo de 2016        | 99   | W-1 Triumph                         | [ 16 ]                                                      |
| 9  | Daiki Inaba        | 1   | 11 de agosto de 2016     | 83   | W-1 Puroresu Love in Yokohama       | [ 17 ]                                                      |
| 10 | Masayuki Kono      | 2   | 2 de noviembre de 2016   | 138  | W-1 Autumn Bout                     | [ 18 ]                                                      |
| 11 | Shotaro Ashino     | 1   | 20 de marzo de 2017      | 359  | W-1 Trans Magic                     | Este es el reinado más largo de la historia del campeonato. |
| 12 | Manabu Soya        | 2   | 14 de marzo de 2018      | 172  | W-1 Trans Magic                     | [ 20 ]                                                      |
| 13 | Shotaro Ashino     | 2   | 2 de septiembre de 2018  | 125  | Pro Wrestling Love 2018 in Yokohama | [ 21 ]                                                      |
| 14 | T-Hawk             | 1   | 5 de enero de 2019       | 239  | W-1 Sunrise                         | [ 22 ]                                                      |
| 15 | Daiki Inaba        | 2   | 1 de septiembre de 2019  | 133  | Puroresu Love in Yokohama           | [ 23 ]                                                      |
| 16 | Katsuhiko Nakajima | 1   | 20 de enero de 2020      | 63   | Sunrise                             |                                                             |
| 17 | Kaz Hayashi        | 1   | 15 de marzo de 2020      | 17   | Wrestle Wars 2020                   |                                                             |
| —  | Desactivado        | —   | 1 de abril de 2020       | —    | —                                   | Desactivado cuando Wrestle-1 cerró.                         |

### Total de días con el título

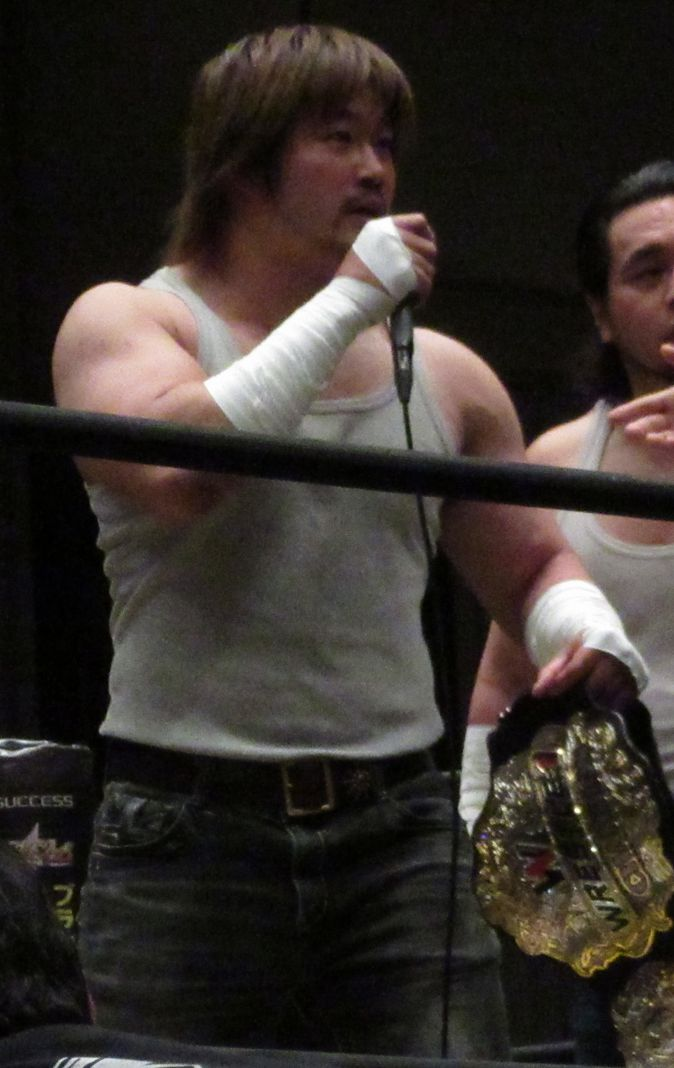
Kai, posee el record de ostentar 3 veces el título.

La siguiente lista muestra el total de días que un luchador ha poseído el campeonato, si se suman todos los reinados que posee. 
A la fecha del 29 de junio de 2025.
| + | Indica al campeón actual |

| N.º | Campeón            | Reinados | Total de días |
| --- | ------------------ | -------- | ------------- |
| 1   | Shotaro Ashino     | 2        | 484           |
| 2   | Manabu Soya        | 2        | 283           |
| 3   | T-Hawk             | 1        | 239           |
| 4   | Daiki Inaba        | 2        | 216           |
| 5   | Kai                | 3        | 194           |
| 6   | Masayuki Kono      | 2        | 162           |
| 7   | Keiji Mutoh        | 1        | 127           |
| 8   | Yuji Hino          | 1        | 115           |
| 9   | Hideki Suzuki      | 1        | 102           |
| 10  | Katsuhiko Nakajima | 1        | 63            |
| 11  | Kaz Hayashi        | 1        | 17            |

### Mayor cantidad de reinados
| Reinados | Luchador (es)                                           |
| -------- | ------------------------------------------------------- |
| 3 veces  | Kai                                                     |
| 2 veces  | Masayuki Kono, Manabu Soya, Shotaro Ashino, Daiki Inaba |